# Siim Sellis
Siim Sellis (* 5. Mai 1987 in Tali) ist ein ehemaliger estnischer Skilangläufer.

## Werdegang
Sellis nahm von 2005 bis 2017 vorwiegend am Scandinavian Cup teil. Sein erstes Weltcuprennen lief er im Januar 2006 in Otepää, welches er mit dem 52. Platz über 15 km klassisch beendete. Seine ersten Weltcuppunkte holte er im März 2011 in Lahti, wo er den 27. Platz im Sprint belegen konnte. Im März 2012 schaffte er in Lahti mit dem zehnten Platz im Sprint, sein bestes Weltcupeinzelergebnis. Bei den Olympischen Winterspielen 2014 in Sotschi erreichte er den 59. Platz im Sprint. Bei den nordischen Skiweltmeisterschaften 2015 in Falun errang er den 44. Platz im Sprint.

## Weltcup-Statistik
Die Tabelle zeigt die erreichten Platzierungen im Einzelnen.
- 1.–3. Platz: Anzahl der Podiumsplatzierungen
- Top 10: Anzahl der Platzierungen unter den ersten zehn
- Punkteränge: Anzahl der Platzierungen innerhalb der Punkteränge
- Starts: Anzahl gelaufener Rennen in der jeweiligen Disziplin
- Hinweis: Bei den Distanzrennen erfolgt die Einordnung gemäß FIS.

| Platzierung         | Distanzrennen a | Distanzrennen a | Distanzrennen a | Distanzrennen a | Distanzrennen a | Skiathlon Verfolgung | Sprint | Etappen- rennen b | Gesamt | Team   | Team    |
| Platzierung         | ≤ 5 km          | ≤ 10 km         | ≤ 15 km         | ≤ 30 km         | > 30 km         | Skiathlon Verfolgung | Sprint | Etappen- rennen b | Gesamt | Sprint | Staffel |
| ------------------- | --------------- | --------------- | --------------- | --------------- | --------------- | -------------------- | ------ | ----------------- | ------ | ------ | ------- |
| 1. Platz            |                 |                 |                 |                 |                 |                      |        |                   |        |        |         |
| 2. Platz            |                 |                 |                 |                 |                 |                      |        |                   |        |        |         |
| 3. Platz            |                 |                 |                 |                 |                 |                      |        |                   |        |        |         |
| Top 10              |                 |                 |                 |                 |                 |                      | 1      |                   | 1      |        |         |
| Punkteränge         |                 |                 |                 |                 |                 |                      | 6      |                   | 6      | 5      |         |
| Starts              |                 | 1               | 3               |                 |                 | 1                    | 34     | 1                 | 40     | 5      |         |
| Stand: Karriereende |                 |                 |                 |                 |                 |                      |        |                   |        |        |         |